# Anja Latenstein van Voorst-Woldringh
Anja Latenstein van Voorst-Woldringh (Batavia, 12 oktober 1940) is een Nederlands politicus van de VVD.
In de periode van 1978 tot 1993 was ze gemeenteraadslid in Zoetermeer en daarnaast was ze daar van 1982 tot 1993 wethouder. Eind 1993 werd ze benoemd tot burgemeester van Albrandswaard. Op 1 november 2005 ging ze met pensioen maar daarmee kwam nog geen einde aan haar burgemeesterscarrière. Van november 2006 tot mei 2007 was ze waarnemend burgemeester van de gemeente Oud-Beijerland en in april 2008 werd ze waarnemend burgemeester van de gemeente Rijnwoude. Van de toenmalige Nederlandse (waarnemend) burgemeesters behoorde ze tot de oudste toen die gemeente op 1 januari 2014 opging in de gemeente Alphen aan den Rijn.
- Nederlandse Thesaurus van Auteursnamen: 07385168X
- Virtual International Authority File: 291765148
- WorldCat: E39PBJdgVdckwkf6B9MtYBBkjC